# Regina Höfer
Pour les articles homonymes, voir Höfer.
Regina Höfer, née le 18 octobre 1947 à Leipzig (Saxe), est une athlète allemande qui concourait sous les couleurs de la République démocratique allemande. Elle a fêté son plus grand succès après avoir rejoint le SC DHfK Leipzig et l'entraîneur Karl-Heinz Balzer. Elle faisait partie du même groupe de sportifs que Karin Balzer et Christina Heinich.
Elle a été championne d'Europe en relais 4 × 100 m en 1969 avec Bärbel Podeswa, Renate Meißner et Petra Vogt. Elle se classait encore sixième sur 100 m et 100 m haies.
Elle avait également participé aux championnats d'Europe de 1966 sur 80 m haies mais avait été éliminée en demi-finale.
En compétition, elle pesait 55 kg pour 1.69 m.

## Palmarès

### Championnats d'Europe d'athlétisme
- Championnats d'Europe d'athlétisme de 1966 à Budapest ( Hongrie)
  - éliminée en demi-finale sur 80 m haies
- Championnats d'Europe d'athlétisme de 1969 à Athènes ( Royaume de Grèce)
  - 6e sur 100 m
  - 6e sur 100 m haies
  -  Médaille d'or en relais 4 × 100 m

### Jeux européens en salle
- Jeux européens en salle de 1967 à Prague ( Tchécoslovaquie)
  - 5e sur 50 m haies

## Sources
- (de) Cet article est partiellement ou en totalité issu de l’article de Wikipédia en allemand intitulé « Regina Höfer » (voir la liste des auteurs).